# Chiloscyllium caeruleopunctatum
Chiloscyllium caeruleopunctatum es una especie de elasmobranquio orectolobiforme de la familia Hemiscylliidae.